# Gaston Gilabert
Gastón Gilabert Viciana (Reus, 1985) es un filólogo español, actual profesor universitario en la Universidad de Barcelona, donde imparte clases de historia de la literatura y del teatro. Está especializado en el arte dramático de los siglos XVI y XVII, tema sobre el que ha impartido conferencias por todo el mundo, a propósito de autores como Lope de Vega, Cervantes, Fontanella, Moreto, Bances Candamo o Borguny. También ha tratado temas de teatro contemporáneo en relación con autores como José Sanchis Sinisterra, Sergi Belbel o Josep Maria Miró.
Es autor de más de una cincuentena de publicaciones, entre las cuales se encuentra el artículo por el que dio a conocer su descubrimiento de un manuscrito vinculado con Lope de Vega. En cuanto a sus libros, destacan Música y poesía en las comedias de Bances Candamo (2017), Entre nalgas protegido: escatología y contracultura del Humanismo al Barroco (2021) y El encanto de los dioses: mito, poesía y música en el teatro de Lope de Vega (2021). Finalmente, en el ámbito de la edición crítica de textos (con introducción y notas), destacamos su edición de Vida y muerte de san Cayetano (2020), comedia sobre la vida de Cayetano de Thiene, escrita en colaboración por seis dramaturgos: Moreto, Arce, Rodríguez de Villaviciosa, Diamante, Matos Fragoso y Avellaneda.
Asimismo, Gilabert compagina su tarea como profesor universitario e investigador con la escritura creativa y la dirección escénica: formado en la Sala Beckett, es autor de más de una docena de obras dramáticas, ha dirigido más de veinticinco piezas y, desde el 2011, dirige Metadrama, el Aula de Investigación Teatral de la Universidad de Barcelona. Con esta y otras compañías, montajes que ha escrito o dirigido se han visto en salas de Barcelona (Teatro Poliorama, Sala Beckett, Sala Fénix, L’Autèntica, Instituto de Estudios Catalanes), de Manresa (Teatro Kursaal), Terrassa (Teatro Alegría), Vilafranca del Penedès (Auditorio), etc.
Su vínculo con el teatro universitario comenzó en 2006. Entre 2014 y 2018 fue presidente de la Federación Española de Teatro Universitario.